# Casa de Edward Devotion
La Casa de Edward Devotion es una casa histórica ubicada en el 347 de Harvard Street en Brookline, Massachusetts. Construida alrededor de 1745, es una de las pocas estructuras del siglo XVIII que sobreviven en la ciudad, y es una de las mejores conservadas. La casa es propiedad de la ciudad y administrada por la Sociedad Histórica de Brookline como un museo histórico. La casa también sirve como sede de la sociedad. fue incluida en el Registro Nacional de Lugares Históricos en 1978.

## Descripción e historia
La casa de Edward Devotion se encuentra en el lado norte de Harvard Street, una importante carretera norte-sur que se remonta a los primeros días de la colonia. Está ubicada al oeste de Coolidge Corner, uno de los principales centros comerciales de Brookline, y está casi rodeada por la Escuela Edward Devotion, una escuela primaria pública. La casa es una estructura de marco de madera de 2 pisos y medio, 5 metros de ancho, con un techo de gambar que se extiende en la parte trasera por una sección inclinada, que se extiende más allá de la fachada izquierda en un beverly jog, que es una pequeña adición que se le hace a la estructura original. Tiene una chimenea central de ladrillo y entradas en la parte izquierda de la fachada principal y en el trote. La entrada principal de la fachada está flanqueada por pilastras y rematada por un entablamento y un frontón triangular.
La casa fue construida alrededor de 1745 por Solomon Hill en la tierra que había comprado a Edward Devotion, Jr., que había pertenecido a su familia desde al menos 1645.  La casa parece haber sido construida o contiene elementos de una estructura más antigua que data a alrededor de 1680. La familia Devotion fue prominente durante mucho tiempo en los asuntos cívicos de Brookline, solicitando la separación de la ciudad de Boston. Edward Devotion, Jr. legó fondos a la ciudad para la construcción de una escuela, en la que la ciudad no actuó hasta 1891, cuando la ciudad compró la casa y construyó la primera escuela cercana.
La casa ha sido mantenida por la Sociedad Histórica de Brookline desde la fundación de esta en 1901, y ahora muestra objetos de la historia de Brookline y la familia Devotion.